# Ligatures de l'alphabet grec

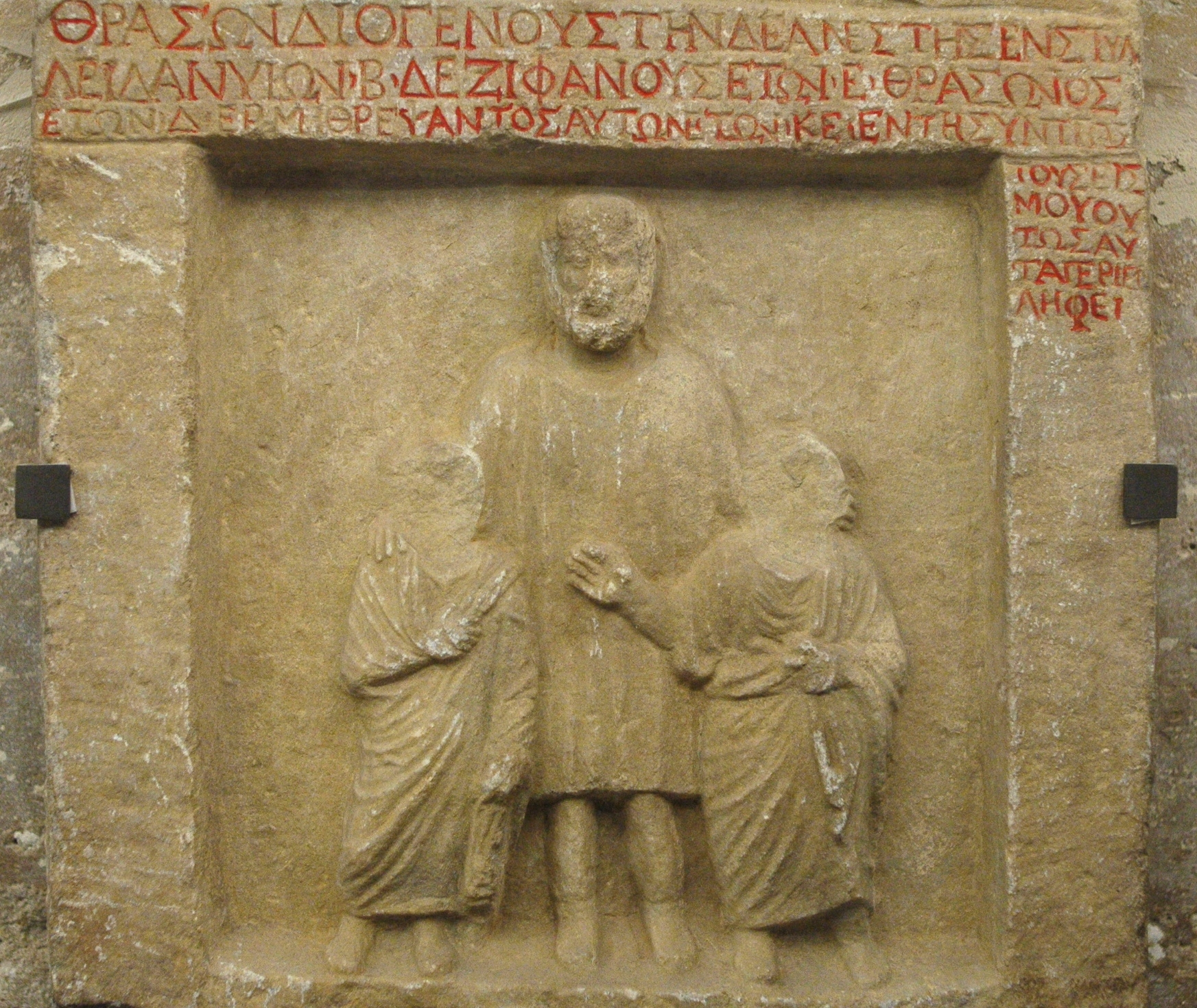
Stèle funéraire de Nicomédie (120 av. J.-C., actuellement au Louvre) : la première ligne, θράσων Διογένους τήνδε ἀνέστησεν στυλ- comporte les ligatures ων à la fin du premier mot et ήν dans le troisième. Les lignes suivantes en comprennent également.

Les ligatures de l'alphabet grec sont des combinaisons graphiques de certaines lettres de cet alphabet. Fréquemment utilisées dans l'écriture manuscrite du grec au Moyen Âge et au début de l'imprimerie, leur usage a décliné pendant les XVIIe et XVIIIe siècles, et ces ligatures ne sont plus que très rarement utilisées.

## Historique

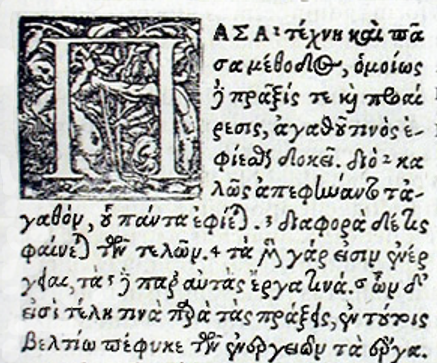
Extrait d'une impression ancienne de lÉthique à Nicomaque d'Aristote, datant de 1566. La ligature -οσ est visible au milieu de la deuxième ligne (à la fin du mot μέθοδος, la ligature καὶ juste au-dessous sur la troisième ligne et la ligature -ου- (ȣ) encore au-dessous sur la quatrième, ainsi que de nombreuses autres.

Les ligatures se rencontrent sur des textes grecs gravés plusieurs siècles av. J.-C., joignant par exemple les lignes verticales de deux lettres successives (comme Η et Ν), afin de gagner de la place et de réduire le temps nécessaire à la gravure.
Au Moyen Âge, l'écriture manuscrite du grec fait usage de plusieurs centaines de ligatures,. Certaines regroupent des combinaisons de lettres fréquentes, d'autres des terminaisons flexionnelles de mot, voire des abréviations de mots entiers.
Dans les premiers textes grecs imprimés après 1500, certaines ligatures continuent à être utilisées, mais leur usage décroît aux XVIIe et XVIIIe siècles avant de devenir obsolète dans la typographie moderne.
Certaines ligatures sont utilisées plus longtemps que les autres, particulièrement la ligature d'un omicron et d'un upsilon, Ȣ, l'abréviation du terme καὶ (« et »), ϗ, et le stigma, ϛ, une ligature des lettres sigma et tau récupérant la fonction du digamma dans la numération grecque et représentant la valeur « 6 ».

## Exemples
Les exemples de ligatures suivants sont tirés du livre de Carl Faulmann, Das Buch der Schrift.

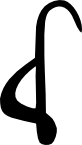
εῖ : epsilon-iota accent circonflexe
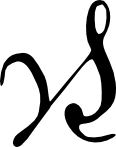
γερ : gamma-epsilon-rhô
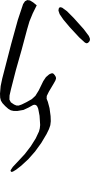
καὶ : kappa-alpha-iota accent grave (ϗ)
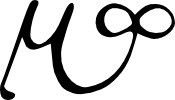
μω : mu-oméga
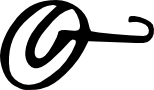
ος : omicron-sigma
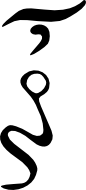
οὖν : omicron-upsilon accent circonflexe et esprit doux-nu
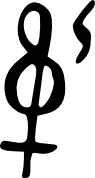
φησὶ : phi-êta-sigma-iota accent grave